# Чеккини, Сандра
Анна Мария (Сандра) Чеккини (итал. Anna Maria "Sandra" Cecchini; род. 27 февраля 1965, Болонья) — итальянская профессиональная теннисистка и теннисный тренер, футболистка, игрок сборной Италии в Кубке Федерации. Победительница 11 турниров WTA в одиночном и 12 — в парном разряде.

## Биография
Настоящие родители спортсменки неизвестны. В младенчестве она была оставлена на попечение женского монастыря, где получила имя Анна Мария. В возрасте восьми месяцев девочку удочерили жители Червии Деа и Джованни Чеккини. Приёмный отец Анны Марии был муниципальным служащим в этом городе.
Первым спортивным увлечением Сандры стал футбол, но позже она сосредоточилась на теннисе, где показывала хорошие результаты на грунтовых кортах. Первым на её способности обратил внимание тренер из Червии Паоло Кортезе, который затем некоторое время занимался с ней в местном клубе. Приёмные родители девочки не интересовалось теннисом, и Деа на определённом этапе высказывала недовольство её излишним увлечением спортом, но в конечном итоге семья Чеккини оказала Сандре моральную и материальную поддержку на ранней стадии её карьеры. В 12 лет её отдали в федеральную спортивную школу-интернат «Латина», где она занималась под руководством Массимо ди Доменико. По собственным воспоминаниям, на раннем этапе карьеры лучше всего у Чеккини получался одноручный удар закрытой ракеткой, тогда как открытой ракеткой справа она играла неуверенно — позже этот недостаток спортсменке удалось изжить.
Чеккини заявила о себе в профессиональном теннисном туре в 1984 году, выиграв два турнира (в итальянском Таранто и Рио-де-Жанейро) и приняв участие в показательном теннисном турнире Олимпиады в Лос-Анджелесе. В 20 лет она показала лучший результат в карьере в турнирах Большого шлема, став четвертьфиналисткой Открытого чемпионата Франции (где проиграла посеянной под первым номером Мартине Навратиловой). На Открытом чемпионате Италии её лучшим результатом стал полуфинал в 1988 году. Итальянка дважды выигрывала Открытый чемпионат Швеции, была победительницей в Барселоне в 1985, Страсбурге в 1988 и Боле (Хорватия) в 1991 году. В марте 1988 года она достигла в рейтинге WTA 15-го места и закончила 1987 и 1990 год в двадцатке сильнейших теннисисток мира. В общей сложности на счету Чеккини 12 титулов в турнирах профессионального тура Virginia Slims и сменившего его тура WTA.
Во второй половине игровой карьеры Чеккини уделяла больше внимания выступлениям в парах, в 1993 году пробившись в полуфинал на Открытом чемпионате Франции и в четвертьфинал на Открытом чемпионате США, а в турнирах менее высокого ранга завоевав 12 титулов. Многие из побед были достигнуты в паре с аргентинской теннисисткой Патрисией Тарабини. Лучшей позицией Чеккини в парном рейтинге стало 22-е место в сентябре 1993 года.
По итогам 1989 года Чеккини была впервые признана лучшей теннисисткой Италии и затем занимала это место постоянно с 1991 по 1995 год. Её карьера в сборной Италии в Кубке Федерации охватывает период с 1983 по 1985 год (с перерывами в 1988 и 1990 годах) и включает 12 побед при 10 поражениях в одиночном разряде и 4 победы при 7 поражениях в парах. На её счету в частности победа над Крис Эверт в Мировой группе в Праге в 1986 году.
Карьеру профессиональной теннисистки Чеккини совмещала с карьерой в любительском футболе, во время зимних перерывов в теннисном туре выступая за команду Червии, игравшую в 3-м дивизионе чемпионата Италии. Само завершение теннисной карьеры в 1998 году было во многом связано с переломом малоберцовой кости в ходе футбольного матча, из-за которого Чеккини пропустила три месяца на корте. Сразу же по завершении игровой карьеры в теннисе она стала игроком футбольной команды «Рондиталиа» (Луго), в сезоне 1998/99 выступавшей в серии А-1, и уже в дебютном матче за этот клуб забила гол в ворота соперниц из «Аутолелли» (Пичено). Чеккини продолжала играть в футбол в 1999 и 2000 годах..
В дальнейшем Чеккини успешно выступала в ветеранском туре WTA. Как тренер она работает с молодыми теннисистами, как мальчиками, так и девочками. С 2017 года сотрудничает со спортивным центром «Тен Пинарелла», где её воспитанники добивались успехов на региональном уровне.

## Положение в рейтинге в конце сезона
| Год              | 1983 | 1984 | 1985 | 1986 | 1987 | 1988 | 1989 | 1990 | 1991 | 1992 | 1993 | 1994 | 1995 | 1996 | 1997 | 1998 |
| ---------------- | ---- | ---- | ---- | ---- | ---- | ---- | ---- | ---- | ---- | ---- | ---- | ---- | ---- | ---- | ---- | ---- |
| Одиночный разряд | 121  | 49   | 49   | 73   | 18   | 21   | 26   | 20   | 27   | 34   | 55   | 33   | 106  | 80   | 204  | 196  |
| Парный разряд    |      |      |      | 51   | 56   | 72   | 47   | 33   | 48   | 58   | 25   | 48   | 67   | 147  | 236  | 280  |

## Финалы турниров за карьеру

### Одиночный разряд (12-6)
| Легенда              |
| -------------------- |
| Большой шлем         |
| Олимпийские игры     |
| Чемпионат WTA        |
| I категория          |
| II категория         |
| III категория (0+1)  |
| IV категория (1+3)   |
| V категория (5+5)    |
| Virginia Slims (6+2) |

| Результат | №   | Дата             | Турнир                   | Покрытие | Соперница в финале    | Счёт в финале  |
| --------- | --- | ---------------- | ------------------------ | -------- | --------------------- | -------------- |
| Победа    | 1.  | 29 апреля 1984   | Таранто, Италия          | Грунт    | Сабрина Голеш         | 6-2, 7-5       |
| Победа    | 2.  | 15 июля 1984     | Рио-де-Жанейро, Бразилия | Хард     | Адриана Вильягран     | 6-3, 6-3       |
| Победа    | 3.  | 13 мая 1985      | Барселона, Испания       | Грунт    | Раффаэлла Реджи       | 6-3, 6-4       |
| Победа    | 4.  | 20 июля 1986     | Брегенц, Австрия         | Грунт    | Мариана Перес-Рольдан | 6-4, 6-0       |
| Поражение | 1.  | 24 мая 1987      | Страсбург, Франция       | Грунт    | Карлинг Бассетт       | 3-6, 4-6       |
| Победа    | 5.  | 12 июля 1987     | Бостад, Швеция           | Грунт    | Катарина Линдквист    | 6-4, 6-4       |
| Победа    | 6.  | 8 ноября 1987    | Литл-Рок, Арканзас, США  | Хард     | Наталья Зверева       | 0-6, 6-1, 6-3  |
| Победа    | 7.  | 22 мая 1988      | Страсбург                | Грунт    | Юдит Визнер           | 6-3, 6-0       |
| Поражение | 2.  | 10 июля 1988     | Бостад                   | Грунт    | Изабель Куэто         | 5-7, 1-6       |
| Победа    | 8.  | 17 июля 1988     | Ницца, Франция           | Грунт    | Натали Тозья          | 7-5, 6-4       |
| Поражение | 3.  | 23 июля 1989     | Оэйраш, Португалия       | Грунт    | Изабель Куэто         | 6-73, 2-6      |
| Победа    | 9.  | 24 сентября 1989 | Париж, Франция           | Грунт    | Регина Райхртова      | 6-4, 6-75, 6-1 |
| Победа    | 10. | 15 июля 1990     | Бостад (2)               | Грунт    | Чилла Бартош          | 6-1, 6-2       |
| Победа    | 11. | 28 апреля 1991   | Бол, Хорватия            | Грунт    | Магдалена Малеева     | 6-4, 3-6, 7-5  |
| Поражение | 4.  | 14 июля 1991     | Палермо, Италия          | Грунт    | Мэри Пирс             | 0-6, 3-6       |
| Победа    | 12. | 20 сентября 1992 | Париж (2)                | Грунт    | Эмануэла Зардо        | 6-2, 6-1       |
| Поражение | 5.  | 24 сентября 1994 | Москва, Россия           | Ковёр(i) | Магдалена Малеева     | 5-7, 1-6       |
| Поражение | 6.  | 11 августа 1996  | Мариа-Ланковиц, Австрия  | Грунт    | Барбара Паулюс        | 0-0 — отказ    |

### Парный разряд (11-11)
| Результат | №   | Дата             | Турнир                       | Покрытие | Партнёрша           | Соперницы в финале                    | Счёт в финале |
| --------- | --- | ---------------- | ---------------------------- | -------- | ------------------- | ------------------------------------- | ------------- |
| Победа    | 1.  | 3 мая 1985       | Таранто, Италия              | Грунт    | Раффаэлла Реджи     | Патриция Мурго Барбара Романо         | 1-6, 6-4, 6-3 |
| Поражение | 1.  | 11 ноября 1985   | Хилверсюм, Нидерланды        | Ковёр(i) | Сабрина Голеш       | Марселла Мескер Катрин Танвье         | 2-6, 2-6      |
| Победа    | 2.  | 27 апреля 1986   | Уайлд-Дюнз, Ю. Каролина, США | Грунт    | Сабрина Голеш       | Лаура Гильдемайстер Марцела Скугерска | 4-6, 6-0, 6-3 |
| Поражение | 2.  | 12 июля 1987     | Бостад, Швеция               | Грунт    | Патрисия Тарабини   | Пенни Барг Тина Шойер-Ларсен          | 1-6, 2-6      |
| Поражение | 3.  | Sep 1987         | Париж, Франция               | Грунт    | Сабрина Голеш       | Изабель Демонжо Натали Тозья          | 6-1, 3-6, 3-6 |
| Победа    | 3.  | 10 июля 1988     | Бостад                       | Грунт    | Мерседес Пас        | Сильвия ла Фратта Линда Феррандо      | 6-0, 6-2      |
| Поражение | 4.  | 24 июля 1988     | Экс-ан-Прованс, Франция      | Грунт    | Аранча Санчес       | Катрин Танвье Натали Эрреман          | 4-6, 5-7      |
| Победа    | 4.  | 16 июля 1989     | Аркашон, Жиронда, Франция    | Грунт    | Патрисия Тарабини   | Мерседес Пас Бренда Шульц             | 6-3, 7-65     |
| Победа    | 5.  | 17 сентября 1989 | Афины, Греция                | Грунт    | Патрисия Тарабини   | Силке Майер Елена Пампулова           | 4-6, 6-4, 6-2 |
| Победа    | 6.  | 24 сентября 1989 | Париж                        | Грунт    | Патрисия Тарабини   | Катрин Сюир Натали Эрреман            | 6-1, 6-1      |
| Поражение | 5.  | 22 апреля 1990   | Тампа, США                   | Грунт    | Лаура Гильдемайстер | Мерседес Пас Аранча Санчес            | 2-6, 0-6      |
| Победа    | 7.  | 22 июля 1990     | Оэйраш, Португалия           | Грунт    | Патрисия Тарабини   | Carin Bakkum Nicole Jagerman          | 1-6, 6-2, 6-3 |
| Поражение | 6.  | 16 сентября 1990 | Кицбюэль, Австрия            | Грунт    | Патрисия Тарабини   | Радомира Зрубакова Петра Лангрова     | 0-6, 4-6      |
| Поражение | 7.  | 28 апреля 1991   | Бол, Хорватия                | Грунт    | Лаура Гарроне       | Лаура Голарса Магдалена Малеева       | без игры      |
| Поражение | 8.  | 21 июля 1991     | Кицбюэль                     | Грунт    | Патрисия Тарабини   | Беттина Фулько Николь Ягерман         | 5-7, 4-6      |
| Поражение | 9.  | 26 июля 1992     | Сан-Марино                   | Грунт    | Лаура Гарроне       | Алексия Дешом Флоренсия Лабат         | 6-76, 5-7     |
| Победа    | 8.  | 20 сентября 1992 | Париж                        | Грунт    | Патрисия Тарабини   | Ноэль ван Лоттум Рейчел Маккуиллан    | 7-5, 6-1      |
| Победа    | 9.  | 1 августа 1993   | Сан-Марино                   | Грунт    | Патрисия Тарабини   | Флоренсия Лабат Барбара Риттнер       | 6-3, 6-2      |
| Поражение | 10. | 24 октября 1993  | Будапешт, Венгрия            | Ковёр(i) | Патрисия Тарабини   | Каролина Вис Инес Горрочатеги         | 1-6, 3-6      |
| Поражение | 11. | 1 мая 1994       | Таранто                      | Грунт    | Изабель Демонжо     | Ноэль ван Лоттум Ирина Спырля         | 3-6, 6-2, 1-6 |
| Победа    | 10. | 31 июля 1994     | Мариа-Ланковиц, Австрия      | Грунт    | Патрисия Тарабини   | Карина Габшудова Александра Фусе      | 7-5, 7-5      |
| Победа    | 11. | 17 сентября 1995 | Варшава, Польша              | Грунт    | Лаура Гарроне       | Генриета Надьова Дениза Сабова        | 5-7, 6-2, 6-3 |